# Bosnisch-herzegowinischer Fußball-Cup 2020/21
Der bosnisch-herzegowinischer Fußballpokal 2020/21 (in der Landessprache Kup Bosne i Hercegovine) wurde zum 27. Mal ausgespielt. Sieger wurde der FK Sarajevo, der sich im Finale gegen den FK Borac Banja Luka im Elfmeterschießen durchsetzte.
Das Halbfinale wurde in zwei Spielen ausgetragen, die anderen Runden jeweils in einem Spiel. Der Sieger qualifizierte sich für die erste Qualifikationsrunde zur UEFA Europa Conference League 2021/22.

## Teilnehmende Mannschaften
Für die erste Runde waren folgende 32 Mannschaften sportlich qualifiziert:
| Premijer Liga 12 Vereine der Saison 2020/21 | Erste Liga FBiH 7 Vereine der Saison 2020/21                                                                                 | Erste Liga RS 7 Vereine der Saison 2020/21                                                                                         |
| FK Borac Banja Luka FK Radnik Bijeljina FK Krupa na Vrbasu NK Široki Brijeg FK Mladost Doboj Kakanj FK Velež Mostar HŠK Zrinjski Mostar FK Olimpik Sarajevo FK Željezničar Sarajevo FK Sarajevo FK Tuzla City FK Sloboda Tuzla | FK Budućnost Banovići FK Goražde NK GOŠK Gabela NK Zvijezda Gradačac FK Rudar Kakanj FK Igman Konjic NK Travnik              | FK Leotar Trebinje FK Tekstilac Derventa FK Alfa Modriča FK Rudar Prijedor FK Slavija Sarajevo FK Sloboda Novi Grad FK Zvijezda 09 |
| 1. Kantonsliga 1 Verein der Kantonsliga 2020/21 | Zweite Liga FBiH 4 Vereine der Saison 2020/21                                                                                | Republika Srpska 1 Verein Saison 2020/21                                                                                           |
| - Kanton Zenica-Doboj NK Fortuna Zenica | - Staffel Nord FK Dizdaruša Brčko FK Radnički Lukavac - Staffel Süd FK Kis Buturović Polje - Staffel Zentrum FK UNIS Vogošća | - Druga Liga Gruppe Ost FK Velež Nevesinje                                                                                         |

## 1. Runde
Die Spiele fanden am 30. September und 13. Oktober 2020 statt.
| Datum                 |                        | Ergebnis                         |                         |
| --------------------- | ---------------------- | -------------------------------- | ----------------------- |
| 30.09.2020, 16:00 Uhr | NK Travnik             | 0:4 (0:2)                        | FK Borac Banja Luka     |
| 30.09.2020, 16:00 Uhr | FK Rudar Prijedor      | 4:0 (0:0)                        | FK Olimpik Sarajevo     |
| 30.09.2020, 16:00 Uhr | FK Goražde             | 2:2 n. V. (2:2, 1:1) (5:4 i. E.) | FK Sloboda Tuzla        |
| 30.09.2020, 16:00 Uhr | FK Sloboda Novi Grad   | 0:2 (0:0)                        | FK Tuzla City           |
| 30.09.2020, 16:00 Uhr | FK Budućnost Banovići  | 1:2 (0:2)                        | FK Željezničar Sarajevo |
| 30.09.2020, 16:00 Uhr | FK Tekstilac Derventa  | 1:7 (0:3)                        | HŠK Zrinjski Mostar     |
| 30.09.2020, 16:00 Uhr | FK Dizdaruša Brčko     | 0:3 (0:3)                        | FK Velež Mostar         |
| 30.09.2020, 16:00 Uhr | FK Slavija Sarajevo    | 2:2 n. V. (2:2, 0:2) (7:6 i. E.) | FK Mladost Doboj Kakanj |
| 30.09.2020, 16:00 Uhr | NK GOŠK Gabela         | 0:1 (0:0)                        | NK Široki Brijeg        |
| 30.09.2020, 16:00 Uhr | NK Zvijezda Gradačac   | 0:1 (0:0)                        | FK Radnik Bijeljina     |
| 30.09.2020, 16:00 Uhr | FK Zvijezda 09         | 2:1 (1:1)                        | FK Alfa Modriča         |
| 30.09.2020, 16:00 Uhr | FK Kis Buturović Polje | 6:2 (4:1)                        | FK UNIS Vogošća         |
| 30.09.2020, 16:00 Uhr | NK Fortuna Zenica      | 0:1 (0:0)                        | FK Rudar Kakanj         |
| 30.09.2020, 16:00 Uhr | FK Velež Nevesinje     | 2:1 (1:0)                        | FK Igman Konjic         |
| 13.10.2020, 15:00 Uhr | FK Leotar Trebinje     | 0:4 (0:3)                        | FK Krupa na Vrbasu      |
| 13.10.2020, 15:30 Uhr | FK Radnički Lukavac    | 0:4 (0:4)                        | FK Sarajevo             |

## Achtelfinale
Die Spiele fanden am 21. Oktober und 14. November 2020 statt.
| Datum                 |                         | Ergebnis              |                        |
| --------------------- | ----------------------- | --------------------- | ---------------------- |
| 21.10.2020, 15:00 Uhr | FK Tuzla City           | 3:1 (1:0)             | FK Radnik Bijeljina    |
| 21.10.2020, 15:00 Uhr | FK Željezničar Sarajevo | 3:0 (0:0)             | FK Goražde             |
| 21.10.2020, 15:00 Uhr | FK Rudar Prijedor       | 0:0 n. V. (3:4 i. E.) | FK Zvijezda 09         |
| 21.10.2020, 15:00 Uhr | FK Rudar Kakanj         | 1:6 (0:2)             | FK Borac Banja Luka    |
| 21.10.2020, 15:00 Uhr | HŠK Zrinjski Mostar     | 4:0 (0:0)             | FK Slavija Sarajevo    |
| 21.10.2020, 15:00 Uhr | FK Velež Nevesinje      | 0:2 (0:1)             | FK Kis Buturović Polje |
| 21.10.2020, 15:00 Uhr | FK Krupa na Vrbasu      | 2:4 (0:3)             | FK Sarajevo            |
| 14.11.2020, 17:00 Uhr | FK Velež Mostar         | 0:1 (0:1)             | NK Široki Brijeg       |

## Viertelfinale
Die Spiele fanden am 10. März 2021 statt.
| Datum                 |                        | Ergebnis                         |                         |
| --------------------- | ---------------------- | -------------------------------- | ----------------------- |
| 10.03.2021, 14:00 Uhr | FK Tuzla City          | 1:1 n. V. (1:1, 0:0) (3:2 i. E.) | FK Željezničar Sarajevo |
| 10.03.2021, 14:00 Uhr | FK Kis Buturović Polje | 1:0 (1:0)                        | FK Zvijezda 09          |
| 10.03.2021, 16:00 Uhr | NK Široki Brijeg       | 0:2 (0:2)                        | FK Borac Banja Luka     |
| 10.03.2021, 18:30 Uhr | FK Sarajevo            | 1:0 (1:0)                        | HŠK Zrinjski Mostar     |

## Halbfinale
Die Hinspiele fanden am 7. April 2021 statt und die Rückspiele wurden am 21. April 2021 gespielt.
|                     | Gesamt |                        | Hinspiel  | Rückspiel |
| ------------------- | ------ | ---------------------- | --------- | --------- |
| FK Tuzla City       | 1:4    | FK Sarajevo            | 0:1 (0:0) | 1:3 (0:0) |
| FK Borac Banja Luka | 6:2    | FK Kis Buturović Polje | 4:1 (1:0) | 2:1 (2:1) |

## Finale
| Paarung             | FK Borac Banja Luka – FK Sarajevo |
| Ergebnis            | 0:0 n. V., 1:4 i. E. |
| Datum               | 27. Mai 2021 um 17:00 Uhr |
| Stadion             | Training Center BiH, Zenica |
| Zuschauer           | Unter Ausschluss der Öffentlichkeit |
| Schiedsrichter      | Irfan Peljto |
| Tore                | Elfmeterschießen: 0:1 Hrvoje Miličević David Ćavić 0:2 Krste Velkoski Amar Tahrić 0:3 Zinedin Mustedanagić 1:3 Dejan Uzelac 1:4 Haris Handžić |
| FK Borac Banja Luka | Nikola Lakić – Siniša Dujaković, Đorđe Ćosić , Dejan Uzelac, Aleksandar Subić (90.+2' Dejan Bosanić) – Aleksandar Vojnović, Marko Brtan (90.+2' Amar Tahrić) – David Ćavić, Stojan Vranješ (65. Panagiotis Moraitis), Dejan Meleg (77. Đorđe Milojević) – Elvis Mehanović Cheftrainer: Marko Maksimović |
| FK Sarajevo         | Vladan Kovačević – Mirko Oremuš, Amer Dupovać, Hrvoje Miličević, Anel Hebibović (86. Zinedin Mustedanagić) – Andrej Đokanović (77. Slobodan Milanović), Joachim Adukor – Matthias Fanimo, Krste Velkoski, Ivan Jukić (65. Haris Handžić) – Jasmin Mešanović Cheftrainer: Dženan Uščuplić                |
| Gelbe Karten        | Đorđe Ćosić – Jasmin Mešanović, Mirko Oremuš |